# Пеньковый мост
Пеньковый мост — однопролётный металлический автомобильно-пешеходный мост, расположенный в створе Петровской улицы в Кронштадте. Перекинут через Обводный канал. Мост построен в 1873 году. Является памятником градостроительства и архитектуры регионального значения.

## История
Мост в этом месте был построен в 1873 году, но подвергся перестройке уже 1887—1888 годах. Первоначально был разводным, поскольку по Обводному каналу проходили парусные суда с высокими мачтами.
Современный вид переправа приобрела в 1971—1972 годах, когда очередную реконструкцию провели по плану «Ленгипроинжпроекта». Работы выполнены трестом «Ленмостострой».  На мосту сохранили историческое покрытие проезжей части, выполненное из чугунных шашек.
В 2019 году Пеньковый мост вновь реконструирован. Здесь провели ремонт опорных частей и обработали с помощью антикоррозийной защиты металлоконструкции пролётного строения. Также в это время заменили покрытия тротуара, гранитные блоки устоев и парапеты, отремонтировали и восстановили чугунные шашки.

## Конструкция

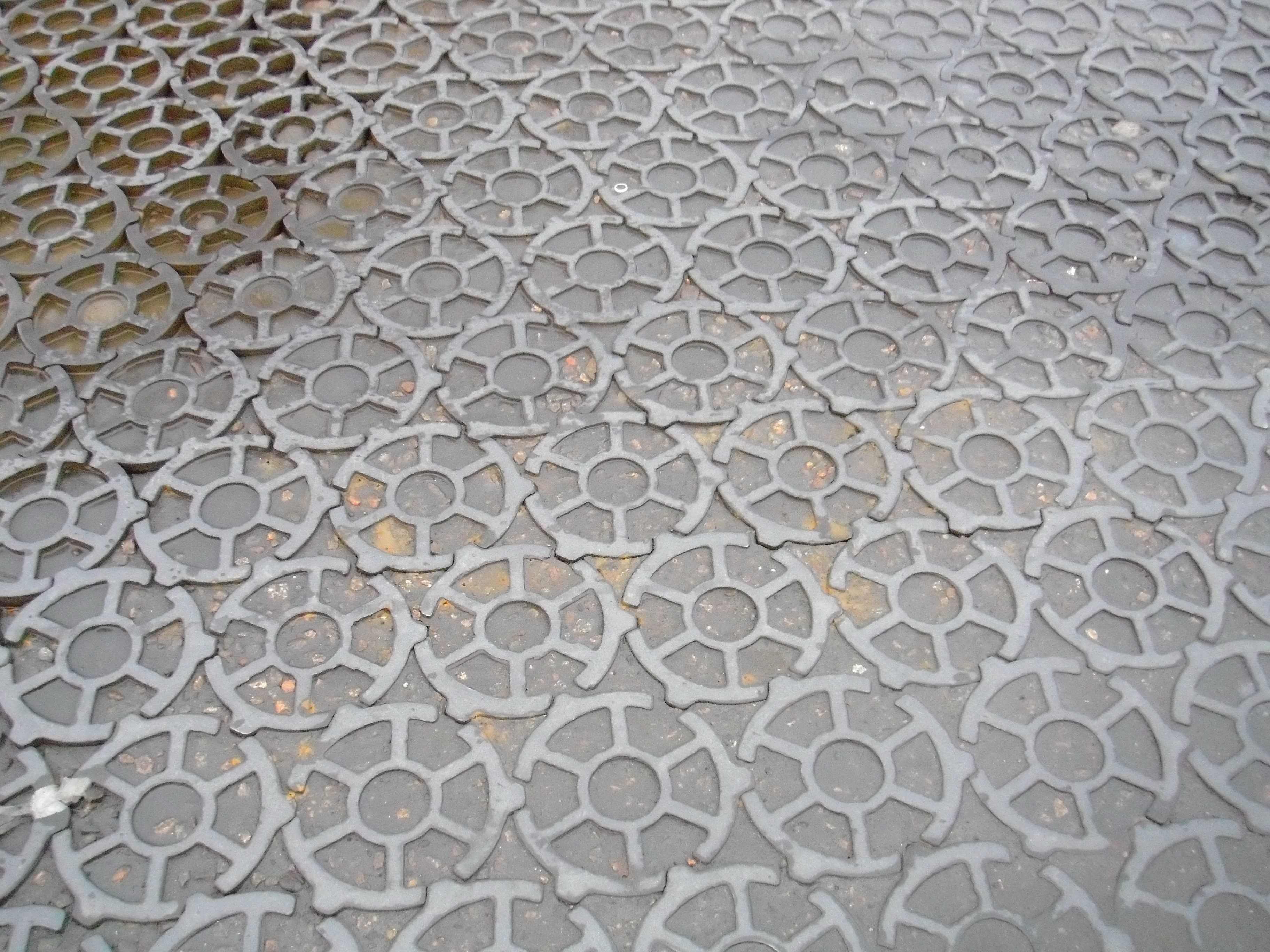
Чугунная мостовая

Мост имеет балочную системы и возведён из металла. Пролётное строение состоит из восьми балок, объединённых плитой проезжей части. Очертание нового пролётного строения повторяет очертание балок существовавшего ранее моста. Длина моста — 20,6 м, ширина — 16,5 м.
По металлической плите уложен защитный слой из гидротехнического бетона с металлической сеткой и чугунная шашка покрытия. Устои моста выполнены из бутобетонной кладки с навесной гранитной облицовкой. В основании устоев — гранитные плиты на деревянных лежнях.